# Malaspina-Leonardo da Vinci
Malaspina-Leonardo da Vinci è la trentaduesima unità di primo livello di Palermo.
È situata nella zona centro-settentrionale della città; fa parte dell'VIII Circoscrizione.